# Призма Сенармона

Принцип работы призмы Сенармона

Призма Сенармона — это разновидность поляризатора. Он состоит из двух призм из двулучепреломляющего материала, такого как кальцит, обычно скреплённых вместе как показано на рисунке. Призма Сенармона названа в честь Анри Юро де Сенармона. Он похож на призмы Рошона и Волластона.
В призме Сенармона s-поляризованный луч (то есть луч с направлением поляризации, перпендикулярным плоскости, в которой находятся все лучи, называемой плоскостью падения) проходит без отклонения, в то время как p-поляризованный луч (с направлением поляризации в плоскости падения) отклоняется (преломляется) на внутренней границе раздела в другом направлении. Оба луча соответствуют обычным лучам (o-лучам) в призме первого компонента, поскольку оба направления поляризации перпендикулярны оптической оси, которая является направлением распространения. Во второй компонентной призме s-поляризованный луч остается обычным (o-луч, поляризованный перпендикулярно оптической оси), в то время как p-поляризованный луч становится необычным (e-луч) с поляризационной составляющей вдоль оптической оси. Как следствие, s-поляризованный луч не отклоняется, поскольку эффективный показатель преломления не изменяется на границе раздела. С другой стороны, p-поляризованная волна преломляется, потому что эффективный показатель преломления изменяется при переходе от o-лучей к e-лучам.
Призма Сенармона похожа по конструкции и действию на призму Рошона, так как в обоих поляризаторах луч, который не отклоняется, является о-лучом после внутренней границы раздела, а отклон`нный луч является необычным (e-лучом). Однако в призме Рошона именно p-поляризованный луч остается o-лучом по обе стороны от границы раздела и, следовательно, не отклоняется, в то время как s-поляризованный луч изменяется с o-лучей на e-лучи и поэтому отклонился.